# Macaco Tião
Macaco Tião (Rio de Janeiro, 16 de janeiro de 1963 — Rio de Janeiro, 23 de dezembro de 1996) foi um chimpanzé do Jardim Zoológico do Rio de Janeiro que era bastante querido pelas crianças e outros frequentadores do zoo. Seu nome "Tião" era uma homenagem ao padroeiro da cidade do Rio de Janeiro, São Sebastião.

## Biografia
Tião faz parte da história em prosa e verso do Jardim Zoológico do Rio. O chimpanzé foi criado, desde criancinha, por um antigo tratador do zoo, que já morreu. O tratador dispensava a Tião cuidados especiais. Os dois andavam juntos pelo Zoológico tratando de outros animais. Com Tião ainda pequeno, andavam de mãos dadas, depois, com Tião crescido, andavam abraçados como dois velhos amigos. Dessa forma, Tião se acostumou à postura ereta e a outras posturas humanas. Grande, foi ficando a cada dia mais difícil de ser controlado pelo tratador. Grande e forte demais, Tião passou a ficar preso como os outros animais, e se tornou revoltado. Ele não é qualquer um do Zoológico do Rio. Ele tem hábitos especiais, tem estilo e intenções diabólicas que a gente nota pelo jeito de olhar.— Fernanda Esteves, jornalista da Rede Globo.
Já desde a década de 1980, era famoso por seu temperamento, considerado "mal-humorado", e pelo costume de atirar excrementos e lama em visitantes, especialmente em políticos, como por exemplo Marcello Alencar, e também mostrar o pênis para as moças. Júlio Coutinho, na época prefeito, teve terra lançada em seu rosto pelo Macaco Tião, e o vídeo, transmitido em rede nacional pelo Fantástico, teve a manchete "O prefeito do Rio, Júlio Coutinho, foi agredido hoje à tarde durante uma solenidade de inauguração" narrada por Sérgio Chapelin; o prefeito, ao ser indagado o motivo da agressão, respondeu à repórter Fernanda Esteves que talvez Tião não tenha gostado da reforma da jaula que o próprio prefeito tinha ido inaugurar no zoológico.
O Macaco Tião sempre foi motivo de grande atenção. Ele ocupava um recinto nobre no zoo, especialmente construído para ele.

### Candidato a prefeito
O Macaco Tião tornou-se uma celebridade no Brasil, quando em 1988 foi lançada sua candidatura à Prefeitura do Rio de Janeiro pela revista humorística Casseta Popular, com apoio do deputado Fernando Gabeira (PV), como forma de voto de protesto. O resultado foram 400 mil votos, o que colocaria Tião como o 3º mais bem-colocado nos resultados, caso sua candidatura fosse validada pelo Tribunal Regional Eleitoral. Tal fato colocou-o no Guinness World Records como o chimpanzé a receber mais votos no mundo.
Isso foi possível, pois na época ainda não se usava urna eletrônica, e então os votantes podiam escrever qualquer coisa na cédula de papel. Porém, a partir do pleito de 1996, a urna eletrônica passou a impedir que as pessoas votassem em Tião, pois ele não estava previamente cadastrado no sistema.
Um documentário sobre Tião foi lançado em 2017, abordando os bastidores da campanha política de 1988 no Rio.

### Morte
Famoso nacionalmente, vários jornais brasileiros e também o francês Le Monde registraram a notícia do falecimento do macaco, em 23 de dezembro de 1996. Tião morreu de diabetes, aos 33 anos, tendo sido decretado luto oficial de 3 dias no município do Rio, bem como as bandeiras da Fundação RioZoo tendo sido hasteadas a meio-mastro. Seus restos mortais foram levados para o Centro de Primatologia do Estado do Rio de Janeiro (CPRJ), que fica localizado na cidade de Guapimirim, onde seu esqueleto encontra-se preservado até os dias de hoje.